# Dimitris Kutsumbas
Dimitris Kutsumbas, gr. Δημήτρης Κουτσούμπας (ur. 10 sierpnia 1955 w Lamii) – grecki polityk i prawnik, działacz komunistyczny, parlamentarzysta, od 2013 sekretarz generalny Komunistycznej Partii Grecji (KKE).

## Życiorys
Wywodzi się z rodziny działaczy komunistycznych, jego ojciec był represjonowany z powodu tej działalności. Dimitris Kutsumbas studiował prawo na Uniwersytecie Narodowym im. Kapodistriasa w Atenach. Działalność polityczną zaczynał w komunistycznej organizacji młodzieżowej. Brał udział w skierowanych przeciwko juncie czarnych pułkowników protestach, w tym w stłumionym siłowo strajku studentów Politechniki Ateńskiej w 1973. Był etatowym działaczem partii komunistycznej. W 1987 wszedł w skład komitetu centralnego, a w 1996 został członkiem biura politycznego KC KKE.
14 kwietnia 2013 został wybrany na nowego sekretarza generalnego Komunistycznej Partii Grecji, zastępując pełniącą tę funkcję przez ponad 20 lat Alekę Paparigę. W wyborach w styczniu 2015 uzyskał mandat posła do Parlamentu Hellenów w okręgu wyborczym Ateny B. Utrzymywał go w kolejnych wyborach we wrześniu 2015, 2019, maju 2023 i czerwcu 2023.